# Карл (герцог Бретани)
Карл де Блуа-Шатильон (фр. Charles de Blois), также называемый блаженным Карлом Блуасским (1319[…], Блуа — 29 сентября 1364[…], Оре) — герцог Бретонский с 1341 года, сеньор де Гиз с 1342 года. Сын Ги I де Шатильона, графа де Блуа и Маргариты де Валуа, сестры Филиппа VI. Происходил из дома Шатильон.

## Благочестивый герцог
Карл с детства был набожным человеком, со всей страстностью умерщвлявшим свою плоть. Он насыпал мелкие камешки себе в обувь, туго подвязывался вервием и каждую ночь исповедовался, опасаясь отходить ко сну во грехе. Верный своему религиозному пылу, он никогда не принимал на себя роль полноценного полководца.

## Женитьба и война за Бретонское наследство
4 июня 1337 года в Париже он женился на Жанне де Пентьевр, дочери Ги Бретонского, племяннице герцога Жана III, внучке герцога Артура II Бретонского. Таким образом по праву жены был признан герцогом Бретани. Вместе Карл и Жанна, при поддержке короля Франции, боролись в войне за Бретонское наследство (1341—1364) с дядей Жанны Жаном де Монфор (1293—1345), его женой Жанной Пламенной (1295—1374) и их сыном Жаном Доблестным (1339—1399), поддержанных англичанами. Война за бретонское наследство таким образом явилась составной частью первого этапа Столетней войны.
Вопреки своему благочестию, Карл, не колеблясь, повелел перебить 2000 жителей после осады Кемпера.

## Плен и освобождение
Однако первоначальные успехи сменились жестоким поражением. Карл был взят в плен англичанами при осаде Ла-Рош-Деррьен в 1347 году. Располагая 4-тысячным войском против 100—150 человек англичан в Ла-Рош-Деррьене, составив хитрый план предстоящей битвы с силами англичан (ок. 1000 солдат), шедших на помощь осаждённому английскому гарнизону Ла-Рош-Деррьен, Карл, тем не менее, потерпел поражение. Главной причиной разгрома и позорного пленения стала безынициативность военачальников Карла и неожиданная вылазка ожесточённых многодневной осадой горожан.
В плену Карл, помимо прочего, написал житие Святого Ива, покровителя Бретани.
Спустя девять лет, 10 августа 1356 года, Карл вышел на свободу в обмен на выкуп в 700 000 золотых флоринов и продолжил войну против Монфоров.

## Гибель и венец святого
Однако сразу после своего освобождения герцог зимой босым совершает паломничество в Трегье, в церковь Святого Ива. Местные жители, желая облегчить его путь, устилали дорогу полотном и ветками, но герцог выбирал другую дорогу. По завершении паломничества Карл целых две недели не мог ходить.
Карл погиб 29 сентября 1364 года в битве при Оре, знаменовавшей конец войны и победу Монфоров. Под его доспехами была обнаружена власяница, которую Карл носил на голом теле.
За свою набожность Карл Блуасский был причислен к лику святых, однако процесс беатификации не был завершён по причине протестов герцога Жана V Доблестного. Позже, в 1904 году Карл де Блуа всё-таки был беатифицирован.

## Семья и дети
Жена: (с 4 июня 1337, Париж) Жанна де Пентьевр, дочь Ги Бретонского, племянница и наследница герцога Жана III, внучка Артура II Бретонского. Имели 5-х детей:
- Жан I (1340—1404), граф де Пентьевр, виконт Лиможский;
- Ги, послан в Англию в качестве заложника, где и умер;
- Генрих (ум. 1400);
- Мария (1345—1404), графиня де Гиз; муж: с 1360 Людовик I (1339—1384), герцог Анжуйский, граф Мэна и Форкалькье;
- Маргарита; муж: с 1351 Карл де ла Серда (ум. 1354), граф Ангулемский, коннетабль Франции.